# Феофил (Бенделла)
Митрополи́т Феофи́л (нем. Metropolit Theophil, в миру Фемистокли́с Бенде́лла, нем. Themistokles Bendella, греч. Θεμιστοκλής Μπεντέλα; 8 мая 1814, Черновицы, Буковина — 21 июля 1875, Франтишковы Лазне, Богемия) — предстоятель автокефальной митрополии Буковины и Далмации.

## Биография
Родился 8 мая 1814 года в семье председателя Черновицкого областного суда. По национальности грек.
Окончил Черновицкую гимназию, а позже духовную семинарию. За усердное обучение был направлен учиться на теологический факультет Венского университета.
В 1836 году принял монашеский постриг с именем Феофил.
В 1838 году, по окончании изучения богословских наук в Венском университете, возвращается в родной город, где становится инспектором Черновицкой духовной семинарии.
В 1840 году, после принятия священного сана, назначается ректором этой же семинарии и занимает эту должность до 1857 года.
С 1875 года — консисторский архимандрит и генеральный викарий Буковинской митрополии.
Декретом императора в ноябре 1873 архимандрит Феофил назначается митрополитом Буковинским.
Епископская хиротония состоялось 21 апреля 1874 года в городе Германштадт (ныне Сибиу, Румыния), её возглавил митрополит Прокопий (Ивачкович). 11 мая митрополит Феофил был настолован на митрополичью кафедру в Черновицком кафедральном соборе Святого Духа.
21 июля 1875 года митрополит Феофил скоропостижно скончался в городе Францесбад (ныне Франтишковы Лазне, Чехия). Тело умершего перевезено в Черновицы и похоронено на городском кладбище в специальной гробнице буковинских митрополитов.